# Neolucanus sianoukei
Neolucanus sianoukei es una especie de coleóptero de la familia Lucanidae.

## Distribución geográfica
Habita en Vietnam.